# CEAM Modèle 1950
CEAM Modèle 1950 là mẫu súng trường tấn công thử nghiệm sử dụng loại đạn .30 carbine. Nó được phát triển bởi Centre d'Etudes et d'Armement de Mulhouse (CEAM) của Pháp trong cuối những năm 1940 đến đầu những năm 1950. Nó có thể sử dụng rất nhiều loại đạn khác nhau như do chiến tranh Đông Dương bùng nổ và Pháp là lực lượng lớn thứ hai trong NATO tham gia cuộc chiến này nên kế hoạch phát triển của loại vũ khí này đã bị hủy bỏ.Nó có đạn 7.92x33mm.Được thiết kế bởi nhà thiết kế Theodor Loffler vào năm 1949,có đạn 30 carbine,tốc độ bắn 700 viên/phút.

## . Tham khảo
- Johnston, Gary Paul; Nelson, Thomas B. (2010). The World's Assault Rifles. Lorton, VA: Ironside International Publishers, Inc. trang. 278–280. ISBN 9780935554007.